# Eupsilia iuncta-rufescens
Eupsilia iuncta-rufescens är en fjärilsart som beskrevs av Arnold Spuler 1907. Eupsilia iuncta-rufescens ingår i släktet Eupsilia och familjen nattflyn. Inga underarter finns listade i Catalogue of Life.